# Konrad Schade
Konrad Schade (* im 14. Jahrhundert; † Oktober 1429) war Domherr in Münster und Hildesheim.

## Leben
Konrad Schade erhielt am 22. Juni 1408 eine päpstliche Zusage auf eine münsterische Dompräbende. Die Bestätigung folgte am 24. November. Er war als Domthesaurar  in Hildesheim für die Vermögensverwaltung des Kapitels verantwortlich und bekleidete auch das Amt des Propstes des Kollegiatstiftes St. Andreas in Hildesheim. In Beckum besaß er  ebenfalls eine Präbende. Mit päpstlicher Dispens wurde es möglich, dass Schade trotz Inkompatibilität im Besitz des Archidiakonats Hildesheim und der Propstei in Beckum blieb. Hierzu bedurfte es allerdings mehrerer Eingaben. Der Papst vergab Konrads  Kanonikat am 18. März 1430 an Giselbert von Wulften.